# Chiesa di Ognissanti (Hammersmith e Fulham)
La chiesa di Ognissanti (All Saints' Church in inglese) è un edificio di culto anglicano situato nella municipalità londinese di Hammersmith e Fulham. Il campanile, la navata ed il coro sono monumenti classificati grado II*.

## Storia
Gli elenchi di una disputa sulla decima del 1154 sono la prima testimonianza dell'esistenza di una chiesa nel sito occupato dall'attuale edificio. Con l'eccezione della torre, costruita a partire dal 1440, la struttura odierna fu ricostruito nel 1880-1881 per volontà di Sir Arthur Blomfield.